# Hajo Drott

Hajo Drott

Hans Joachim „Hajo“ Drott (* 29. November 1929 in Halle (Saale)) ist ein deutscher Multimediakünstler. Er ist auf den Gebieten der Materialbilder, der elektronischen Objekte, der Computergrafik und der Computeranimation tätig.

## Leben
Nach dem Studium der Chemie und Physik an der Martin-Luther-Universität Halle (Saale) (1952–1957) war Hajo Drott in der chemischen (1957–1964) und in der elektronischen Halbleiterindustrie (1964–1989) in München tätig, dabei von 1970 bis 1974 in Pakistan. Seine künstlerische Tätigkeit begann er im Jahr 1973.
Von 1989 bis 1994 absolvierte Drott ein Studium der Kunstgeschichte und Philosophie an der Ludwig-Maximilians-Universität München, das er mit der Promotion zum Dr. phil. abschloss (Dissertation: Das Bild im Spannungsfeld zwischen Wirklichkeit und Fiktion – Aspekte über computergenerierte Bildwelten). Hajo Drott wohnt in Taufkirchen bei München.

## Künstlerische Tätigkeit
1973 entstanden Drotts erste lichtkinetische Objekte. Seine Materialbilder der 1970er Jahre sowie die Licht- und elektronischen Objekte aus den 1970er bis 1990er Jahren können neben der Lichtkunst auch der Kinetischen Kunst zugeordnet werden. In seinen elektronischen Objekten, die ab den 1970er Jahren entstanden sind, versuchte Drott, die Einflüsse und Wirkungen, die Wissenschaft und Technik auf das Leben der Menschen in der heutigen Welt ausüben, mit den Mitteln moderner Technik zu gestalten und sichtbar zu machen.
1985 begann Drott mit Computer-Siebdrucken und Laser-Projektionen. 1986 erfolgte der Einsatz von computergesteuerten Mikroprozessoren in kinetischen Objekten. Im Jahre 1988 arbeitete er auch mit ultraviolettem Licht und ultravioletter Farbe. In strengen, rasterartig aufgebauten Bildstrukturen laufen programmierte Lichtsequenzen, die durch selbst entworfene elektronische Schaltungen entstehen und ständig neue Lichtgeometrien erzeugen.
Seit 1990 konzentriert sich Drott auf die künstlerische Arbeit am Computer, die Erstellung von Computergrafiken und Computeranimationen, wobei bei den letzteren auch die akustischen Elemente eine wichtige Rolle spielen. Die ab 1996 entstandenen Computeranimationen wurden in der Regel vollständig am Computer generiert.
Der ausgebildete Wissenschaftler will in seinen künstlerischen Werken bestehende Gemeinsamkeiten zwischen Kunst und Wissenschaft sichtbar machen. In seinen Materialbildern, Computersiebdrucken und Computergrafiken bestimmen großenteils geometrisch-mathematische Beziehungen die Bildästhetik.
Die Gesamtzahl seiner Werke beläuft sich auf circa 600.

## Ausstellungen (Auswahl)
Drott war an ca. 190 Gruppen- und Einzelausstellungen beteiligt, u. a.:
1983 Augsburg, Zeughaus; 1986 München, Drazek Art Gallery;
1982 Berlin BMW-Pavillon; 1982 + 1990 München, Haus der Kunst;
1987 München, Gasteig Kulturzentrum; 1990 Nizza/F, Musée d’Art Moderne; 1995 Prag/CS, Technisches Museum; 1996 Warschau/PL, National Gallery; 1997 Koblenz, Kurfürstliches Schloss;
London/GB, School of Fine Art; 1997 Minsk/Weißrussland, Nationalmuseum;
2007 + 2008 Athen/GR, Video Festival; 2009 New York/US, Museum of Computer Art; 2015 München, Orangerie;  2016 München, Werkhaus.  

## Sammlungen
In folgenden Sammlungen sind Werke von Drott präsent: Landeshauptstadt München, Siemensmuseum München, Städtisches Museum Gladbeck, Centrum Kunstlicht in de Kunst Eindhoven (11 Arbeiten), Neckarwerke Esslingen, BMW Museum München, Städtisches Museum Kuovola Finnland, Riedel-de Haën Hannover, Dr. Borsi Werke Offenburg, Kunsthaus Frederijkswaerk Dänemark, Galerie Layher Stuttgart-Freiberg, Zentrum für Kunst und Medien, Karlsruhe (ZKM)

## Veröffentlichungen
- Computerbild – Wirklichkeit und Fiktion. Frankfurt/M. 1995, ISBN 3-930617-06-4. (publ. Diss.)
- Computer und Rezeption. In: Katalog Computerkunst. 1996, Gladbeck 1996.
- Computerbild – Wirklichkeit und Fiktion. Vortrag auf der Photokina Köln. In: Computer Art Faszination. Frankfurt/M. 1999.
- Gedanken zur Computerkunst. In: Computer Art Faszination. Frankfurt/M. 2002.
- Ein Rückblick auf 40 Jahre Computergrafik. In: Katalog Computerkunst. Gladbeck 2004.
- 40 Jahre Computergrafik. In: Computer Art Faszination. Frankfurt/M. 2004.
- Anschauungsmodelle in der Wissenschaft – Denkmodelle in der Kunst. In: Computer Art Faszination. Frankfurt/M. 2005.
- Das Zeichen in der konkreten Kunst. In: Computer Art Faszination. Frankfurt/M. 2006.
- Art and Astronomy. In: Katalog Computerkunst. 2008, Gladbeck 2008.

## Ehrungen
- 2009: Museum of Computer Art, New York – Honorable mention
- 2011: 1. Preis des Bayerischen Landespreises für ältere Menschen für seine Aktivitäten auf dem Gebiet der Kunst